# Masyam
Masyam – gaun wikas samiti w zachodniej części Nepalu w strefie Lumbini w dystrykcie Palpa. Według nepalskiego spisu powszechnego z 2001 roku liczył on 884 gospodarstw domowych i 5069 mieszkańców (2650 kobiet i 2419 mężczyzn).